# دکتر دستینی
دکتر دِستینی (به انگلیسی: Doctor Destiny) یک شخصیت خیالی ابرشرور در کتاب‌های کامیک آمریکایی منتشر شده توسط دی‌سی کامیکس است. این شخصیت توسط نویسنده گاردنر فاکس و طراح مایک سکووسکی خلق شده‌است که برای اولین بار در شمارهٔ ۵ از دومین جلد لیگ عدالت آمریکا (ژوئن ۱۹۶۱) حضور پیدا کرد. او شخصیت بد ذاتی است که با استفاده از ضریب هوش بالا، ذهن برتر و قدرت خواب خود به خلق دستگاه‌های حیرت‌انگیز ارتکاب جرم می‌پردازد.
جرمی دیویس نقش این شخصیت را در لایو اکشن تلویزیونی شبکهٔ سی‌دابلیو تحت عنوان جهان‌های دیگر بخشی از ارو ورس (۲۰۱۸) بر عهده داشت. همچنین دیوید تیولیس هنرپیشه بریتانیایی نقش این شخصیت را در مجموعهٔ تلویزیونی سندمن (۲۰۲۲) در نتفلیکس ایفا کرد.